# Touche pas à ma fille
Pour plus de détails, voir Fiche technique et Distribution.
Touche pas à ma fille (She's Out of Control) est un film américain réalisé par Stan Dragoti, sorti en 1989.

## Synopsis
Un directeur de radio et père de deux filles voit sa vie basculer lorsqu'il découvre son aînée s'affirmer en tant qu'adolescente attirante et avide de nouvelles rencontres.

## Fiche technique
Source : IMDb
- Titre français : Touche pas à ma fille
- Titre original : She's Out of Control
- Réalisation : Stan Dragoti
- Scénario : Seth Winston & Michael J. Nathanson
- Musique : Alan Silvestri
- Photographie : Donald Peterman
- Montage : Dov Hoenig (en)
- Production : Stephen Deutsch
- Sociétés de production : Weintraub Entertainment Group & Upstart Productions
- Société de distribution : Columbia Pictures
- Pays de production :  États-Unis
- Langue : Anglais
- Format : Couleur - Dolby - 35 mm - 1.85:1
- Genre : Comédie
- Durée : 94 minutes
- Dates de sortie : 
  - États-Unis : 14 avril 1989
  - France : 27 juin 1990

## Distribution
Source : IMDb
- Tony Danza (VF : Michel Mella) : Doug Simpson
- Ami Dolenz (VF : Barbara Tissier) : Katie Simpson
- Catherine Hicks (VF : Michèle Buzynski) : Janet Pearson
- Wallace Shawn : Dr. Fishbinder
- Laura Mooney (VF : Annabelle Roux) : Bonnie Simpson
- Derek McGrath (VF : Régis Ivanov) : Jeff Robbins
- Dana Ashbrook (VF : Éric Legrand) : Joey
- Dick O'Neill : Chuck Pearson
- Matthew Perry (VF : Thierry Bourdon) : Timothy
- Lance Wilson-White (VF : Franck Baugin) : Richard
- Mina Kolb : Emily Pearson
- Todd Bridges : Le livreur d'eau

## Anecdote
- Ami Dolenz, qui jouait une jeune adolescente de 15 ans, avait en réalité 20 ans au moment du tournage.

## Distinction

### Nomination
- Razzie Awards
  - Pire acteur pour Tony Danza

## Box office
- Le film a fait plus d'un million d'entrées lors de sa sortie en France en 1990.